# Standaryzacja (psychometria)
Standaryzacja – ujednolicony sposób posługiwania się testem. Ma on zminimalizować zależność wyników testu od wpływów czynników ubocznych, takich jak zachowanie się osoby przeprowadzającej badanie oraz warunki, w których to badanie jest przeprowadzane, tak by na wynik w teście nie składał się wpływ warunków badania.

## Cechy dobrze wystandaryzowanego testu
- zasady ogólne przeprowadzania testu i procedury badania
- instrukcję, którą podajemy w dosłownym brzmieniu, w sposób ściśle określony przez autora testu,
- określony zakres i warunki, w których badanemu udzielana jest pomoc przez osobę prowadzącą test
- ewentualne pomoce do testu
- warunki badania (czy jest to test prowadzony indywidualnie czy grupowo)
- klucz, czyli określone zasady, według których ocenia się odpowiedzi na poszczególne pozycje testu i interpretuje się wyniki[2].